# Степовое (Устиновская поселковая община)
Степовое (укр. Степове, до 2016 г. — Ленинка) — село в Устиновской поселковой общине Кропивницкого района Кировоградской области Украины.
До 2020 года входило в Устиновский район
Население по переписи 2001 года составляло 161 человек. Почтовый индекс — 28611. Телефонный код — 5239. Код КОАТУУ — 3525888302.